# Diaphanopterodea
Diaphanopterodea је ред палеозојских крилатих инсеката из групе Palaeodictyopterida, са неколико изведених карактеристика. Најуочљивија је могућност савијања крила изнад тела слично неоптерним инсектима. Развој ове могућности је пример конвергентне еволуције.
Дефинисано је 10 фамилија у оквиру овог реда, а сви представници су нестали у току масовног изумирања крајем Перма.